# Łętownia (powiat niżański)
Łętownia – osada w Polsce położona w województwie podkarpackim, w powiecie niżańskim, w gminie Jeżowe.
Osada leży przy stacji kolejowej Łętownia na linii kolejowej nr 68 Lublin Główny – Przeworsk.
W latach 1975–1998 miejscowość administracyjnie należała do województwa tarnobrzeskiego.